# Bad Häring
Pour les articles homonymes, voir Haring.
Bad Häring est une commune autrichienne du district de Kufstein dans le Tyrol.